# Nationalisme tunisien

Drapeau de la Tunisie.

Le nationalisme tunisien fait référence à la promotion du peuple tunisien et de la culture tunisienne.
Les origines du nationalisme tunisien remontent au XIXe siècle. Cependant, le nationalisme tunisien devient une force politique importante après 1908, avec la fondation du mouvement des Jeunes Tunisiens et du parti Destour (« Constitution » en arabe) créé après la Première Guerre mondiale. Le Destour appelle à l'autonomie tunisienne au sein de l'empire colonial français et à l'indépendance de la politique et la société tunisiennes à l'égard de la France. La France réagit en interdisant le Destour en 1933, entraînant la montée d'un parti nationaliste plus radical, le Néo-Destour, formé en 1934 sous la direction de Habib Bourguiba. Le Néo-destour revendique l'indépendance de la Tunisie vis-à-vis de la France, tout en respectant les cultures française et occidentale et en cherchant à maintenir des liens étroits avec la France après l'indépendance.